# Нік Офферман
Нік Офферман (англ. Nick Offerman; нар. 26 червня 1970, Джолієт, Іллінойс, США) — американський актор та письменник.

## Біографія
Нік Офферман народився в Джолієті, США в родині медсестри та вчителя. Був другою дитиною з чотирьох. У старшій школі почав захоплюватись грою на саксофоні.
У 1993 отримав ступінь бакалавра витончених мистецтв у Іллінойському університеті в Урбана-Шампейні. Того ж року разом з іншими випускниками заснував Defiant Theatre.

## Кар'єра
Першу роль зіграв у фільмі «Подорожні» разом з Беном Аффлеком. Після виконання ролі Рона Свонсона у серіалі «Парки та зони відпочинку» зіграв разом з Джорджем Клуні у авантюрній комедії «Бойовий гіпноз проти кіз». У 2012 виходить комедійний бойовик «Мачо і ботан», в якому Офферман зіграв разом з Ченнінгом Татумом та Джона Гіллом.
У 2013 виконує головну роль у «Королі літа».
Нік також озвучував героїв у мультсеріалах та мультфільмах: «Шоу Клівленда», «Таємниці Ґравіті Фолз», «Сімпсони», «Софія Прекрасна», «Льодовиковий період: Курс на зіткнення».

## Особисте життя
З 20 вересня 2003 Офферман одружений з актрисою Меган Маллаллі. Вони познайомились на репетиції спектаклю «The Berlin Circle».

## Книги
Нік Офферман випустив три напівбіографічні книги: «Керуючи своїм каное: Принципи життя однієї людини для вишуканого життя» (англ. Paddle Your Own Canoe: One Man's Fundamentals for Delicious Living) (2013), «Кмітливість: Запалення факелу свободи з найбезтрашнішим баламутом Америки» (англ. Gumption: Relighting the Torch of Freedom with America's Gutsiest Troublemakers) (2015), «Чисте задоволення: Неприємності в тирсі в магазині Оффермана» (англ. Good Clean Fun: Misadventures in Sawdust at Offerman Woodshop) (2016).

## Фільмографія

### Фільми
| Рік  | Назва                                          | Оригінальна назва                             | Роль                       | Примітки                  |
| ---- | ---------------------------------------------- | --------------------------------------------- | -------------------------- | ------------------------- |
| 1997 | «Подорожні»                                    | Going All the Way                             | Вілкс                      |                           |
| 1998 | «Місто янголів»                                | City of Angels                                | будівельник                |                           |
| 1999 | «Острів скарбів»                               | Treasure Island                               | Семюель                    |                           |
| 2000 |                                                | Groove                                        | сержант Чаннахон           |                           |
| 2002 | «Відлік вбивств»                               | Murder by Numbers                             | офіцер у будинку Ричарда   |                           |
| 2004 | «Листопад»                                     | November                                      | офіцер Робертс             |                           |
| 2005 | «Перевертні»                                   | Cursed                                        | офіцер                     |                           |
| 2005 | «Міс Конгеніальність 2: Озброєна і легендарна» | Miss Congeniality 2: Armed and Fabulous       | Карл Стіл                  |                           |
| 2005 | «Місто гріхів»                                 | Sin City                                      | Шлабб                      |                           |
| 2006 | «Самогубці: історія кохання»                   | Wristcutters: A Love Story                    | коп                        |                           |
| 2006 | «3 фунта»                                      | 3 lbs                                         | доктор Коффі               |                           |
| 2007 | «За вдачою»                                    | The Go-Getter                                 | Ник Поттер                 |                           |
| 2008 | «Гармоні та я»                                 | Harmony & Me                                  | прибиральник               |                           |
| 2009 | «Бойовий гіпноз проти кіз»                     | The Men Who Stare at Goats                    | Скотті Мерсер              |                           |
| 2009 | «Патріотвілль»                                 | Taking Chances                                | шериф Хок Холлендер        |                           |
| 2010 | «Все найкраще»                                 | All Good Things                               | Джим МакКарті              |                           |
| 2012 | «Хтось нагорі любить тебе»                     | Somebody Up There Likes Me                    | Сел                        |                           |
| 2012 |                                                | Smashed                                       | Дейв Девіс                 |                           |
| 2012 | «Мачо і ботан»                                 | 21 Jump Street                                | заступник начальника Харді |                           |
| 2012 | «У будинку батька»                             | Casa de Mi Padre                              | агент Паркер               |                           |
| 2013 | «Королі літа»                                  | The Kings of Summer                           | Френк Той                  |                           |
| 2013 | «За кадром»                                    | In a World…                                   | Генерс                     |                           |
| 2013 | «Ми — Міллери»                                 | We're the Millers                             | Дон Фитцджеральд           |                           |
| 2013 | «Рай»                                          | Paradise                                      | містер Маннерхелм          |                           |
| 2014 | «Lego фільм»                                   | The Lego Movie                                | Залізна борода             | озвучення                 |
| 2014 | «Ернест і Селестина»                           | Ernest & Celestine                            | Джордж                     | озвучення                 |
| 2014 | «Мій друг — гей»                               | Date and Switch                               | Террі                      |                           |
| 2014 | «Мачо і ботан 2»                               | 22 Jump Street                                | заступник начальника Харді |                           |
| 2014 | «Вір мені»                                     | Believe Me                                    | Шон                        |                           |
| 2014 | «Стрілець»                                     | The Gunfighter                                | Невидимий голос            |                           |
| 2015 | «Денні Коллінз»                                | Danny Collins                                 | Гай                        |                           |
| 2015 | «Лицар кубків»                                 | Knight of Cups                                | Скотт                      |                           |
| 2015 | «Прогулянка лісом»                             | A Walk in the Woods                           |                            |                           |
| 2015 | «Ласкаво просимо у щастя»                      | Welcome to Happiness                          | Мойсей                     |                           |
| 2015 | «Я, Ерл і та, що помирає»                      | Me & Earl & the Dying Girl                    | батько Грега               |                           |
| 2015 | «Монстри на канікулах 2»                       | Hotel Transylvania 2                          | дідусь Майк                | озвучення                 |
| 2016 | «Льодовиковий період: Курс на зіткнення»       | Ice Age: Collision Course                     | Гевін                      | озвучення                 |
| 2016 | «Співай»                                       | Sing                                          | Норман                     | озвучення                 |
| 2016 | «Засновник»                                    | The Founder                                   | Річард «Дік» Мак-Дональд   |                           |
| 2017 | «Життя Кабачка»                                | Ma vie de Courgette                           | Реймонд                    | озвучення англійською     |
| 2017 |                                                | The House of Tomorrow                         | Алан                       | також виконавчий продюсер |
| 2017 |                                                | The Little Hours                              | лорд Бруно                 |                           |
| 2017 |                                                | The Hero                                      | Джеремі Фрост              |                           |
| 2017 |                                                | Infinity Baby                                 | Нео                        |                           |
| 2018 |                                                | Hearts Beat Loud                              | Френк Фішер                |                           |
| 2018 |                                                | Nostalgia                                     | Генрі Грір                 |                           |
| 2018 | «Погані часи у „Ель Роялі“»                    | Bad Times at the El Royale                    | Фелікс О'Келлі             |                           |
| 2019 | «Lego Фільм 2»                                 | The Lego Movie 2: The Second Part             | Металева борода            | озвучення                 |
| 2023 | «Дурні гроші»                                  | Dumb Money                                    | Кеннет С. Гріффін          |                           |
| 2024 | «Громадянська війна»                           | Civil War                                     | Президент США              |                           |
| 2024 | «Боб Ділан: Цілковитий незнайомець»            | A Complete Unknown                            | Алан Ломакс                |                           |
| 2025 | «Місія нездійсненна 8»                         | Mission: Impossible – Dead Reckoning Part Two | Сідні                      |                           |

### Серіали
| Рік       | Назва                      | Оригінальна назва          | Роль                   | Примітки               |
| --------- | -------------------------- | -------------------------- | ---------------------- | ---------------------- |
| 1997      | «Швидка допомога»          | ER                         | Рог                    | 1 епізод               |
| 1998      | «Профайлер»                | Profiler                   | Боббі                  | 1 епізод               |
| 1999      | «Західне крило»            | The West Wing              | Джеррі                 | 1 епізод               |
| 2001      | «Вілл і Грейс»             | Will & Grace               | сантехнік Нік          | 1 епізод               |
| 2002      | «Практика»                 | The Practice               | Чарльз Россі           | 1 епізод               |
| 2003      | «Доброго ранку, Маямі»     | Good Morning Miami         | офіцер поліції         | 1 епізод               |
| 2003      | «24»                       | 24                         | Маркус                 | 3 епізоди              |
| 2003      | «Король Квінса»            | The King of Queens         | чоловік                | 1 епізод               |
| 2001-2003 | «Поліція Нью-Йорка»        | NYPD Blue                  | Стівен Дебріс/Біллі    | 2 епізоди              |
| 2003-2004 | «Джодж Лопез»              | George Lopez               | Ренді                  | 8 епізодів             |
| 2004      | «Дедвуд»                   | Deadwood                   | Том Мейсон             | 1 епізод               |
| 2005      |                            | Life on a Stick            | Грег                   | 1 епізод               |
| 2005      | «Монк»                     | Monk                       | Джек Вітман            | 1 епізод               |
| 2003–2005 | «Дівчата Гілмор»           | Gilmore Girls              | Бо Бельвілль           | 2 епізоди              |
| 2006      | «Місце злочину: Нью-Йорк»  | CSI: NY                    | Джо Грін               | 1 епізод               |
| 2007      |                            | American Body Shop         | Роб                    | 10 епізодів            |
| 2008–2015 | «Дитяча лікарня»           | Childrens Hospital         | офицер Чэнс Бриггс     | 14 епізодів            |
| 2009–2015 | «Парки та зони відпочинку» | Parks and Recreation       | Рон Свонсон            | 124 епізоди            |
| 2012–2014 | «Бургери Боба»             | Bob's Burgers              | Купер/Піт              | 2 эпизода; озвучення   |
| 2012      | «Шоу Клівленда»            | The Cleveland Show         | Гарріс Грандл          | 1 епізод; озвучення    |
| 2013      | «Десь там»                 | Out There                  | Дог                    | 1 епізод; озвучення    |
| 2013      | «П'яні історії»            | Drunk History              | Джонні Кул             | 1 епізод               |
| 2013–2014 | «Коп із сокирою»           | Axe Cop                    | Коп із сокирою         | 12 эпизодів; озвучення |
| 2014      | «Комедія. Бах! Бах!»       | Comedy Bang! Bang!         | грає себе              | 1 епізод               |
| 2014      | «Шоу Кролла»               | Kroll Show                 | Ваня                   | 1 епізод               |
| 2014–2015 | «Таємниці Ґравіті Фолз»    | Gravity Falls              | агент Паверс           | 4 епізоди; озвучення   |
| 2014      | «Сімпсони»                 | The Simpsons               | капітан Джозеф Бовдитч | 1 епізод; озвучення    |
| 2014      | «Софія Прекрасна»          | Sofia the First            | Віскерс                | 1 епізод; озвучення    |
| 2015      | «Фарґо»                    | Fargo                      | Карл Ветерс            | 5 епізодів             |
| 2015      | «Маппети»                  | The Muppets                | грає себе              | 1 епізод               |
| 2015      | «Ти, я і кінець світу»     | You, Me and the Apocalypse | Бадді                  | 1 епізод               |
| 2015      | «Бруклін 9-9»              | Brooklyn Nine-Nine         | Фредерік               | 1 епізод               |
| 2016      | «Життя у деталях»          | Life in Pieces             | Спенсер                | 1 епізод               |
| 2016      | «Син Зорна»                | Son of Zorn                | Клорпніс               | 1 епізод; озвучення    |
| 2017      | «Товариш детектив»         | Comrade Detective          | капітан Ковач (голос)  | 5 епізодів             |
| 2020      | «Розроби»                  | Devs                       | Форест                 | 8 епізодів             |
| 2022      | «Останні з нас»            | The Last of Us             | Білл                   |                        |